# Метрополитен Терезины
Метрополитен Терезины (порт. Metrô de Teresina или просто Metrô) — система линий метрополитена в городе Терезина — столице бразильского штата Пиауи. Управляющей компанией является CMTP (англ. Metropolitan Public Transport Company).

## История
Система была создана 15 августа 1989 году для модернизации транспорта и для создания транспортной системы с высокой пропускной способностью. Работы по строительству начались в конце 1989 года. Для сокращения расходов на строительство была выбрана ширина колеи 1000 мм по части участка железной дороги (RFFSA) Порту-Алегри — Уругуаяна, где курсировали дизель-поезда. Линия метро введена в опытную эксплуатацию в ноябре 1990 года, при этом коммерческая эксплуатация началась 5 июня 1991 года.

## Линии
На данный момент система состоит из одной линии с 9 станциями протяжённостью 13,5 км .
| Линия | Участок                            | Дата открытия | Длина (км) | Станций | Время поездки (мин) | Время работы                    |
| ----- | ---------------------------------- | ------------- | ---------- | ------- | ------------------- | ------------------------------- |
| 1     | Engenheiro Alberto Silva ↔ Itararé | 5 июня 1991   | 13,5       | 9       | 30                  | Понедельник-Пятница, 6:00-19:00 |